# Bahnwärterhaus Seelenwald

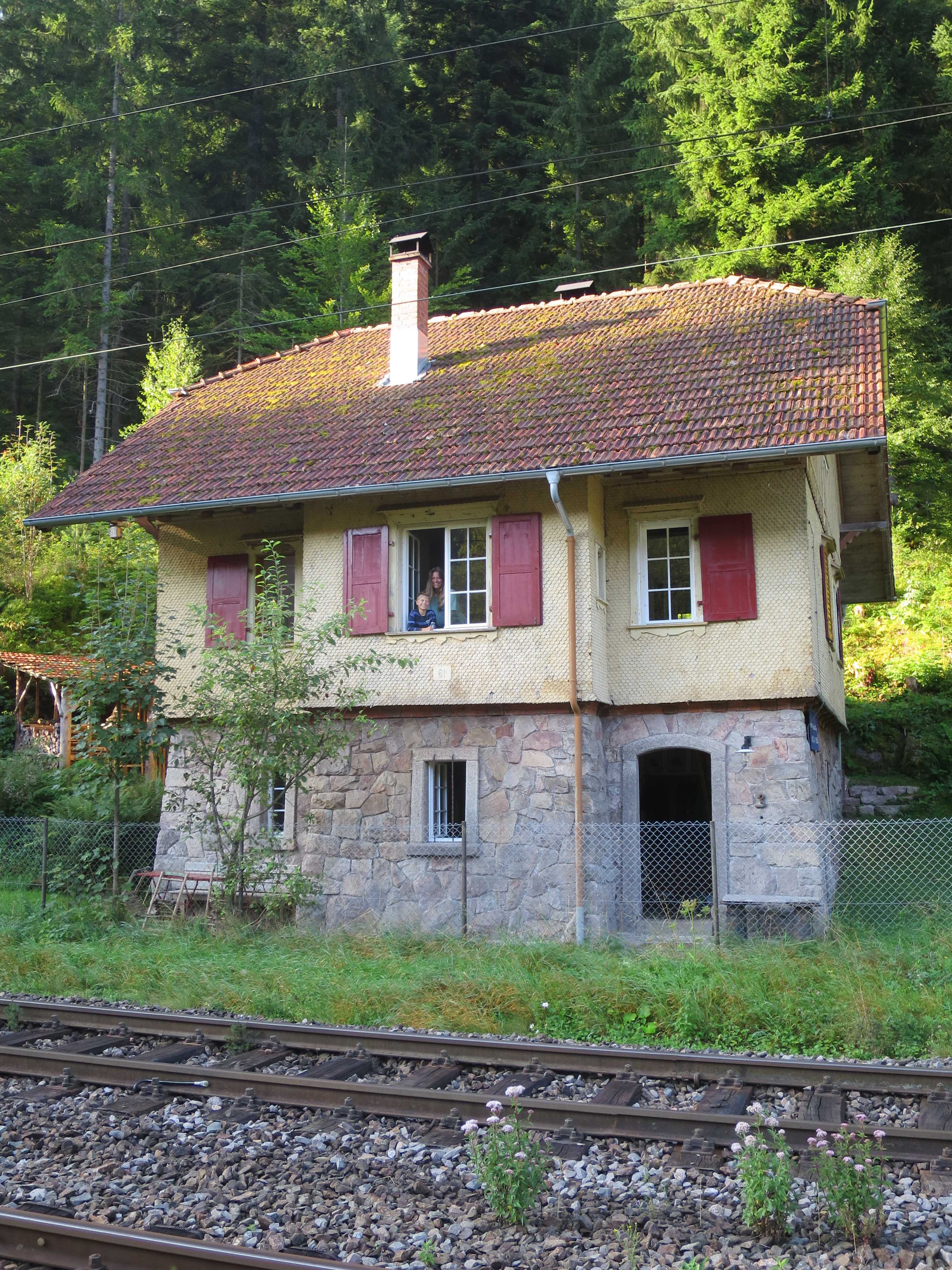
Bahnwärterhaus Seelenwald

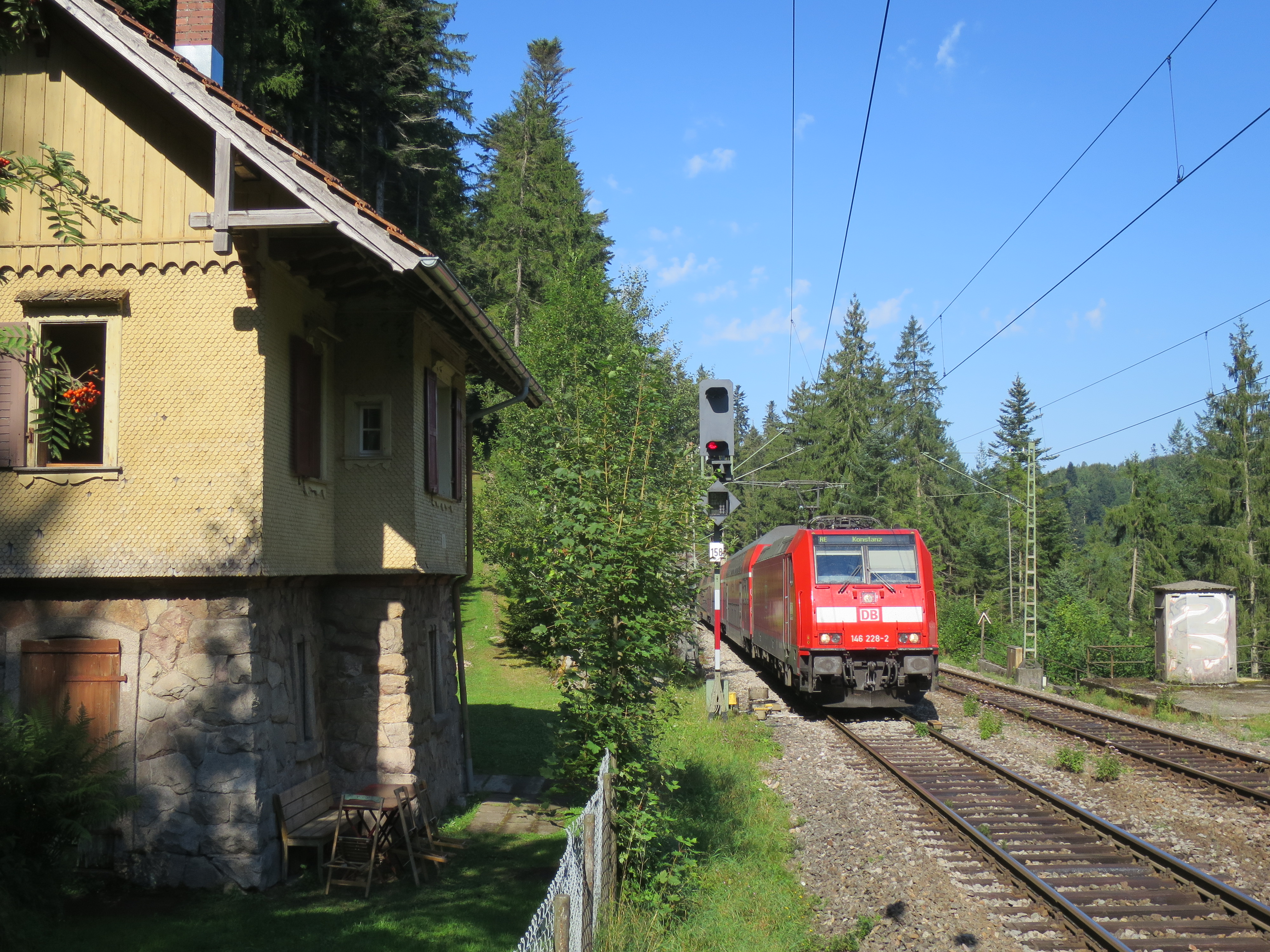
Vorbeifahrt eines Regional-Express

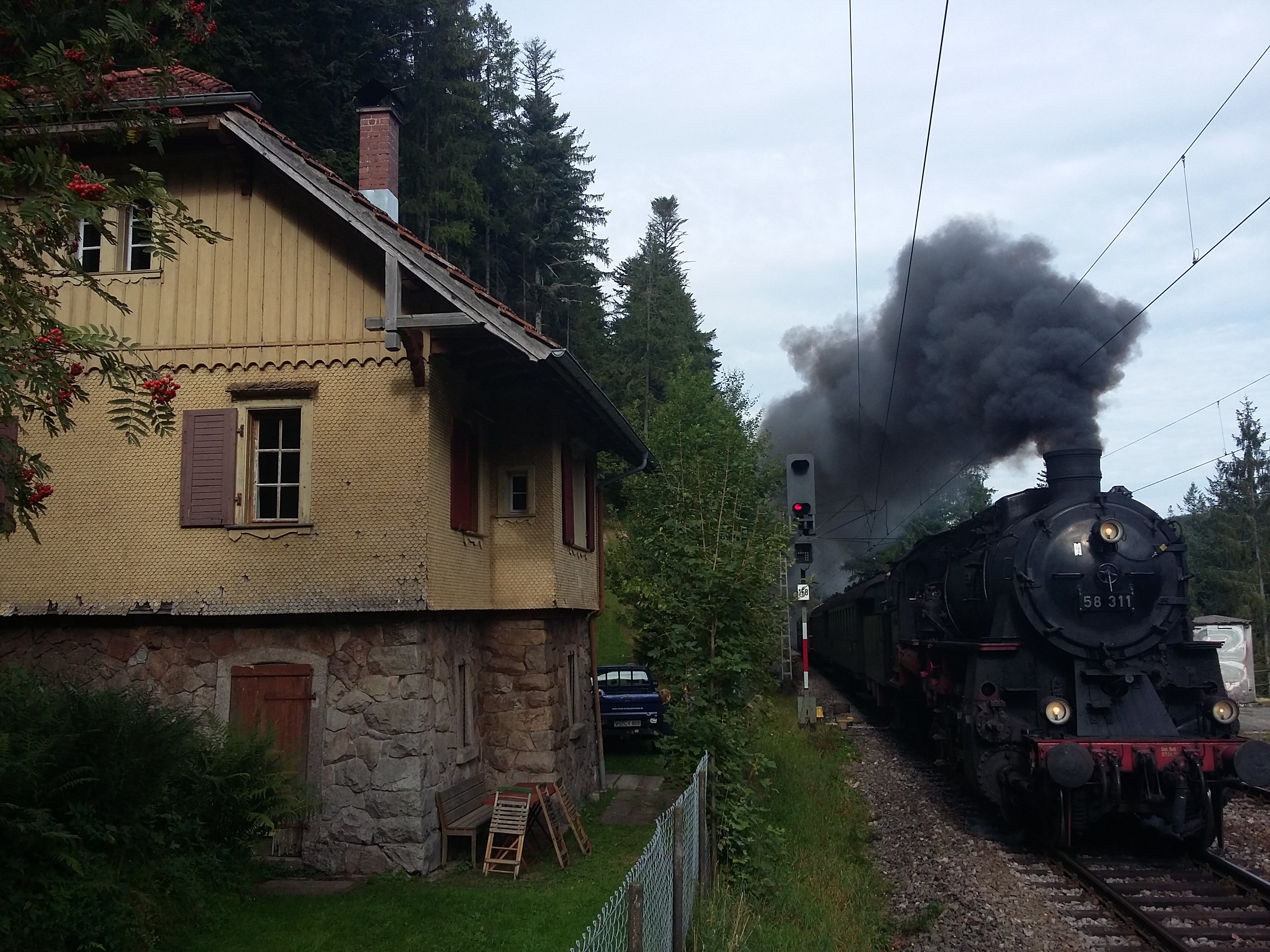
Vorbeifahrt 58 311 mit Sonderzug

Das Bahnwärterhaus Seelenwald (auch: Wärterposten 61 / WP 61) ist ein Gebäude in Triberg im Schwarzwald und Teil des Kulturdenkmals Badische Schwarzwaldbahn.

## Geografische Lage
Das Gebäude liegt in der Gemarkung des Stadtteils Gremmelsbach von Triberg im Schwarzwald am Streckenkilometer 60,1 der zweigleisigen Badischen Schwarzwaldbahn. Es steht in Alleinlage unmittelbar südwestlich der Bahnstrecke, etwa 50 Meter oberhalb von Gremmelsbach im Wald und etwa 500 Meter vom Ortskern entfernt zwischen dem Seelenwald-Tunnel III und dem Gremmelsbach-Tunnel. Es ist straßenseitig nur über Waldwege erreichbar.

## Geschichte
Das Bahnwärterhaus ist das Wohnhaus des ehemaligen Wärterpostens WP 61. Es wurde zusammen mit der Bahnstrecke um 1870 errichtet. Sein Nutzen für den Eisenbahnbetrieb entfiel während der 1970er Jahre und es verfiel. Von Eisenbahnbetriebszwecken freigestellt wurde es an einen privaten Interessenten verkauft, denkmalpflegerisch saniert und kann seit 2014 als Ferienunterkunft gemietet werden. Es ist eines der wenigen erhaltenen von einst zahlreichen Bahnwärterhäusern entlang der Schwarzwaldbahn.
Gegenüber dem Wärterposten, auf der anderen Seite der Bahnstrecke, stand das mechanische Stellwerk der Blockstelle Seelenwald, von dem aus neben den Blocksignalen vier Weichen und die Schranken eines Bahnübergangs bedient wurden. Das letzte dort stehende Dienstgebäude stammte von 1921. Stellwerk und Bahnübergang sind nicht mehr vorhanden.
Seit 1983 werden die Weichen von Triberg aus ferngesteuert. Sie sind Teil der Überleitstelle Triberg Seelenwald.

## Das Gebäude

### Baubeschreibung
Auf einem Sockelgeschoss sitzt ein Fachwerkbau mit 1,5 Geschossen.
Das Gebäude steht am Hang und ist von einem Krüppelwalmdach bedeckt. Es ist ein Typenbau, wie er entlang der Strecke vielfach anzutreffen war. Durch die Hanglage ist die in Bruchstein ausgeführte Erdgeschossebene im hinteren Bereich ein Keller. Auf dieser Ebene befinden sich heute das Badezimmer und Kellerräume. Historisch waren hier Wirtschaftsräume und ein Stall für die Kleintierhaltung untergebracht. Zur Bahnlinie hin ist mittig ein Bauteil vorgezogen, der im Obergeschoss den Ausblick auf- und abwärts auf die Gleise ermöglicht.
Die Außenwände des oberen Stockwerks, dem Wohngeschoss, sind mit Schindeln verkleidet, die Dachgiebel sind verbrettert. Dieses obere Geschoss ist die Wohnebene, in der sich auch die Küche befindet: Stube, Schlafzimmer, Zimmer (Stüble), Küche und WC. Eine weitere Schlafkammer liegt im Dachgeschoss neben dem Speicher. Die Grundrisse sind noch original.
Es gibt zwei Kamine, für die vordere und hintere Haushälfte. In der Stube steht ein grüner historischer Kachelofen, der, wie der Holzherd in der Küche mit Holz beheizt wird. Die Fenster im ganzen Haus haben hölzerne Klappläden.
Auf dem Dachboden, ursprünglich Wirtschafts- und Futterlagerfläche, ist mittlerweile ein Gästezimmer eingerichtet.

### Denkmalschutz
Das Bahnwärterhaus ist Teil der Sachgesamtheit des Kulturdenkmals „Badische Schwarzwaldbahn“. Die „Badische Schwarzwaldbahn“ ist in ihrer gesamten Länge ein Kulturdenkmal nach § 2 Abs. 1 des Gesetzes zum Schutz der Kulturdenkmale des Landes Baden-Württemberg.